# Лекок (персонаж)
Месьє Лекок — герой творів французького письменника XIX століття, одного з основоположників детективного жанру Еміля Ґаборіо; детектив-агент поліції, чия читацька аудиторія надихнула Артура Конан Дойля на створення персонажа Шерлока Холмса.
Перебуваючи під глибоким впливом діяльності Ежена Франсуа Відока, реального поліцейського з кримінальним минулим, а також романів Оноре де Бальзака і Віктора Гюго, які часто описували злочинний світ і його представників, Ґаборіо створив образ злочинця, що став поліцейським, якого його колеги називають месьє Лекок. Ім'я персонажа (дослівно «півень») Ґаборіо запозичив з творів популярного пригодницького романіста Поля Феваля, у якого він деякий час працював літературним секретарем і помічником, часто відвідував судово-медичні експертизи в паризьких моргах і на слідчих нарадах бригади Сюрете (скорочена розмовна назва різних розвідувальних служб, які існували у Франції в минулому).
На початку XX століття сучасники називали «українським Лекоком» Красовського Миколу Олександровича, що проводив розслідування вбивства Андрія Ющинського.